# ريتشارد باسهارت
جون ريتشارد باسهارت (بالإنجليزية: John Richard Basehart)‏، من مواليد 31 أغسطس 1914م، وتوفي بتاريخ 17 سبتمبر 1984م، وهو ممثل أمريكي سينمائي، شارك بعدة أفلام ومسلسلات، وأشهرها مسلسل نايت رايدر سنة 1982م.